# 驗票
驗票是選舉中重複查驗投票結果，用來確定原始數據是否正確之行為。如果選舉期間的初始投票結果非常接近，則通常會進行重新計票。
選舉重新計票通常會導致比賽結果發生變化。可以從人為因素中找到或引入錯誤，例如轉錄錯誤或機器錯誤，例如錯誤的紙質選票。又或者對選民投票內容的重新解釋，投票內容可能會改變。

## 方式

### 機器
就美國而言，小於0.5%時可以申請機器驗票。
機器驗票是選舉期間投票的重新計票。這可以使用光學掃描投票系統、穿孔卡系統或DRE投票機來完成。通過基於文檔的投票投票系統，選票可以通過某種形式的機器進行第二次計算。使用非基於文件的選票投票系統官員將重新收集每個投票機的投票數據，這些投票的數據將由中央製表系統組合。

### 手工
如果小於極小的差距如0.3%可以申請驗票，而驗票大部分為手工驗票但相對較為費時且成本較大，還存在有再度錯誤的可能。電子投票難以用此方式驗票（因為通常不會存有紙本）。

## 案例

### 美國
在2000年至2015年舉行的4687次全州大選中，有27次重新驗票，其中3次透過驗票結果翻盤。華盛頓州州長選舉（2004年），佛蒙特州帳目審計長選舉（2006年）和美國明尼蘇達州參議院選舉（2008年）。
- 2000年佛羅里達州選舉重新計票：600萬張票中僅差距537票。但是驗票被美國最高法院擋下。最後依照原來計票結果、及後續所有計票結果，布希在佛羅里達州獲得勝利並獲得多數選舉團票數，贏得整個總統選舉[2]。
- 2016年美國總統選舉：只是威斯康辛州驗票結果。（原本是三州，但三州都要驗才可能翻盤）川普多贏對手131票使總統大選結果不變。[3]
- 2018年美國佛羅里達州參議院選舉：共和黨籍以大約一萬票差距擊敗爭取連任的民主黨人，經驗票後，結果不變，但差距變小一些。

重計可以是強制性的，也可以是可選的。在某些轄區，如果排名靠前的兩名候選人之間的差額少於所投選票或固定票數的百分比，則必須重新計票。強制性點票由選舉官員或州政府支付。明顯的失敗候選人通常可以放棄強制性重新計票。獲勝方通常會鼓勵失敗者團結一致地放棄重新計票，並避免花費納稅人的錢。

### 中華民國（臺灣）
區域立法委員、直轄市長、縣（市）長選舉結果，得票數最高與次高之候選人得票數差距，或原住民立法委員選舉結果得票數第三高與第四高之候選人得票數差距，在有效票數千分之三以內時，次高票或得票數第四高之候選人得於投票日後七日內提出驗票。
依照選罷法（有效票數千分之三以內）進行：
- 1992年立法委員選舉花蓮縣選區（黃信介vs魏木村）：黃信介以62票落後，但經查共有534張無效票查明是投給國民黨魏木村，魏木村的得票數扣除534張後，黃信介成為第二高票（領先472張）。
- 2004年中華民國總統選舉（連戰vs陳水扁）：未翻盤。
- 2006年高雄市市長選舉（陳菊vs黃俊英）：未翻盤。
- 2012年立法委員選舉彰化縣第一選區（陳進丁vs王惠美）：未翻盤。
- 2016年立法委員選舉桃園市第三選區（陳學聖vs徐景文）：未翻盤。
- 2016年立法委員選舉桃園市第四選區（鄭寶清vs楊麗環）：未翻盤。
- 2018年台北市市長選舉（柯文哲vs丁守中）：未翻盤。

其他選舉如：市議員的選舉沒有受到選罷法自動驗票的保障，必須透過訴訟的方式聲請驗票
- 2018年台中市議員第7選區（南屯區）市議員選舉（何文海vs吳佩芸）：未翻盤。

## 其他
被擊敗的候選人所提出的驗票申請，可能會被選舉機構拒絕重新計票（或者驗票後結果沒有改變），可以通過訴訟請向法院提出要求。有幾種情況下，議會選舉的狀況是法院下令重新計票的主要事件之一。

## 另見
- 風險限制審計
- 選舉舞弊